# کرومبرگ (کالیفرنیا)
کرومبرگ (به انگلیسی: Cromberg) یک منطقهٔ مسکونی در ایالات متحده آمریکا است که در شهرستان پلوماس، کالیفرنیا واقع شده‌است. کرومبرگ ۲۳٫۳۴۷ کیلومتر مربع مساحت و ۲۶۱ نفر جمعیت دارد و ۱٬۳۰۶ متر بالاتر از سطح دریا واقع شده‌است.